# Sergio Giral
Sergio Giral (La  Habana, 2 de enero de 1937 - Bay Harbor Islands, 12 de marzo de 2024) fue un director de cine cubano. 

## Biografía
Cursó sus estudios primarios y secundarios en Estados Unidos y regresó posteriormente a Cuba, donde comenzó a estudiar agronomía, pero abandonó la carrera para dedicarse por completo al cine. Comenzó a trabajar en el ICAIC en 1961 como asistente de dirección y director de montaje. En 1974 estrenó su primer largometraje, El otro Francisco, primera entrega además de su trilogía de la esclavitud, seguida por Rancheador (1976) y concluida con Maluala (1979), ganadora del Gran Coral a Mejor filme en el I Festival Internacional del Nuevo Cine Latinoamericano de La Habana. Su filmografía cuenta con otros valiosos filmes como Techo de vidrio (1982), que fue censurado por el Estado cubano; Plácido (1986) y María Antonia (1990),
Giral fue miembro del jurado en varios festivales de cine, como el de La Habana, el Festival de Cine de Damasco en Siria y el Festival de Amiens en Francia. Sus otros filmes fueron premiados en diferentes festivales de cine, tanto en Cuba como en el exterior. En 1991, regresó a Estados Unidos y residió en Miami.

## Filmografía
- Heno y ensilaje (1962) – Documental, 19 minutos
- La jaula (1964) – Documental, 18 minutos
- Nuevo canto (1965) – Documental, 13 minutos
- Cimarrón (1967) – Documental, 16 minutos
- La muerte de Joe J. Jones (1967) – Documental, 12 minutos
- Anatomía de un accidente (1970) – Documental, 23 minutos
- Por accidente (1971) – Documental, 23 minutos
- Querer y poder (1973) – Documental, 16 minutos
- [Qué bueno canta usted (1973) – Documental, 30 minutos
- El otro Francisco (1974) – Ficción, 100 minutos
- Rancheador (1976) – Ficción, 95 minutos
- Maluala (1977) – Ficción, 75 minutos
- Techo de vidrio (1982) – Ficción, 91 minutos
- Plácido (1986) – Ficción
- María Antonia (1990) – Ficción, 111 minutos
- Dos Veces Ana (2010) - Ficción, 100 minutos